# Учитель из Виджевано
Учитель из Виджевано (фр. Il maestro di Vigevano) — итальянский драматический фильм 1963 года режиссера Элио Петри, снятый на основе одноименного романа Лучио Мастронради.

## Сюжет
В итальянском городке Виджевано, где почти каждый житель связан с выработкой обуви, проживает скромный учитель Антонио Момбелли с женой Адой и сыном Рино. Заработка учителя едва хватает чтобы свести концы с концами, однако Антонио не позволяет ни жене, ни сыну пойти работать. Жена Ада постоянно упрекает его, что у них нет денег и она не имеет возможности приобретать для себя модные и красивые вещи, поэтому она все же идет работать работницей на фабрику обуви.